# Velenická (Plzeň)
Velenická je ulice v plzeňské části Božkov, v městském obvodu Plzeň 2-Slovany. Spojuje Koterovskou ulici se Sušickou ulicí. Pojmenována je podle jihočeského příhraničního města České Velenice. Západně podélně se nachází Barákova ulice. Z jihu do ulice vstupují ulice: Ječná, Pivovarská, Cukrářská, Jubilejní, Na Růžku, Jiráskova a Libušínská. Po celé délce ulice vede železniční trať Plzeň – České Budějovice (191, 190). Na této trati se nachází nádraží Plzeň-Koterov, které se nachází taktéž v ulici, ze kterého se vypravují vlaky do Českých Budějovic, Blovic, Kozolup a na hlavní nádraží. V blízkosti nádraží ulici dříve přetínala železniční vlečka. Naproti křižovatce s Ječnou ulicí se nacházejí garáže. Na křižovatce se Sušickou ulicí stojí kaple. Veřejná doprava neprojíždí ulicí, avšak je situována do Sušické ulice (trolejbusy) do zastávky Petřínská.

## Budovy, firmy a instituce
- nádraží ČD, Velenická 73
- prášková lakovna, Velenická 95